# Waffengesetz (Deutschland)
Das Waffengesetz (WaffG) regelt den Umgang mit Waffen im Rahmen des deutschen Waffenrechts. Hierzu gehören der Erwerb, der Besitz, die Überlassung, das Führen, Verbringen, Mitnehmen, damit Schießen, Herstellen, Bearbeiten, Instandsetzen und das Handeltreiben mit Waffen (§ 1 Abs. 3 WaffG), unter anderem Klingen- und Schusswaffen sowie Munition. Auch definiert es verbotene Waffen (z. B. Würgehölzer, Springmesser oder Schlagringe) und verbietet deren Besitz und Inverkehrbringen. International gilt das deutsche Waffengesetz als eines der strengsten.

## Entwicklung

### Mittelalter
Bereits im Mittelalter gab es Regelungen zum Tragen von Waffen, auch in Form von Waffenverboten. In der Mitte des sechzehnten Jahrhunderts sorgten das 1495 eingerichtete Reichskammergericht und die Landesfürsten für die Sicherung des ewigen Landfriedens. Schützenbruderschaften arbeiteten im Namen der Städte und Gemeinden als bewaffnete Bürgermilizen. Ihre Aufgaben wurden ab dem 17. Jahrhundert von bezahlten Söldnern übernommen, getreu dem Motto, „…dass nur die Vertreter der «Staatsmacht» legal Waffen tragen durften“.

### Deutsche Revolution 1848/1849

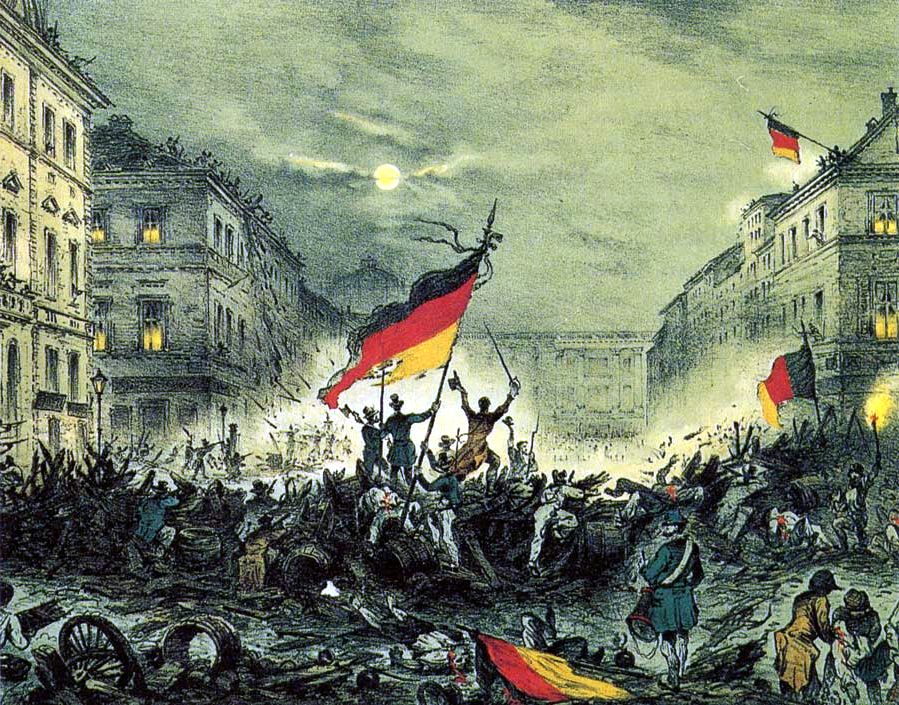
Bewaffnete Revolutionäre im Jubel nach den Barrikadenkämpfen des 18. März 1848 in der Breiten Straße in Berlin

Während der Märzrevolution von 1848 wurde in vielen Teilen Deutschlands von den aufbegehrenden Bürgern die Volksbewaffnung verlangt.
Die Charte Waldeck, ein Ende Juli 1848 von der Preußischen Nationalversammlung vorgelegter Entwurf einer liberalen Verfassung für das Königreich Preußen, enthielt daher neben dem Aufbau einer dem Gedanken der Volkssouveränität verpflichteten Volkswehr in Art. 26 Abs. 1 eine Bestimmung, die jedem Preußen ein allgemeines Recht auf Waffen garantierte:

„Jeder Preuße ist nach dem vollendeten zwanzigsten Jahre berechtigt, Waffen zu tragen. Die Ausnahmefälle bestimmt das Gesetz.“

Diese Bestimmung, die von Zeitgenossen mit dem 2. Zusatzartikel zur Verfassung der Vereinigten Staaten verglichen wurde, begründete die Preußische Nationalversammlung in einem separaten Abschnitt des Verfassungsentwurfs, der sich mit den Motiven für die einzelnen Artikel befasst, damit, dass das Recht, Waffen zu tragen, zu den Rechten eines freien Mannes gehöre. In Deutschland und Österreich wurde diese Idee jedoch von Monarchen, oberen Militärs und Konservativen generell entschieden bekämpft, da man das Militärwesen und damit die Staatsmacht nicht an die Bürger abtreten wollte.
Der Vorstoß einer Gruppe von Abgeordneten in der Frankfurter Nationalversammlung, darunter Robert Blum, Franz Jacob Wigard, Karl Wilhelm Wippermann und Alexander von Soiron, ein explizites Recht auf Waffen („Jeder Deutsche hat das Recht bewaffnet zu sein“, „Das Waffenrecht und die Wehrpflicht ist für Alle gleich“) in die projektierte Reichsverfassung aufnehmen zu lassen, wurde dagegen verworfen, teils da es von Konservativen abgelehnt wurde, teils da Liberale dieses Recht dem Wesen nach bereits in den Bestimmungen zu Wehrpflicht und Bürgerwehr anerkannt sahen.

### Deutsches Kaiserreich
Im Deutschen Kaiserreich gab es keine allgemeine Kodifikation des Waffenrechts. Vorschriften waren über eine Vielzahl von Gesetzen verstreut. Generelle Einschränkungen hinsichtlich privaten Waffenerwerbs und -besitzes gab es nicht; das Führen in der Öffentlichkeit unterlag jedoch lokalen Beschränkungen durch Polizeiverordnungen. Wichtige reichsgesetzliche Regelungen waren das Strafgesetzbuch für das Deutsche Reich (Reichsstrafgesetzbuch), das in § 367 Abs. 1 Nr. 8 das strafbewehrte Verbot des Schießens an bewohnten Orten enthielt, das Gesetz gegen die gemeingefährlichen Bestrebungen der Sozialdemokratie (Sozialistengesetz), dessen § 28 Abs. 1 Nr. 4 es den Centralbehörden der Bundesstaaten ermöglichte, regional begrenzte Waffenverbotszonen zu erlassen, sowie die Gewerbeordnung, nach deren § 56 Abs. 2 Nr. 8 der Ankauf und das Feilbieten von Stoß-, Hieb- und Schusswaffen im Umherziehen untersagt war.
August Bebel und Wilhelm Liebknecht, die Gründer der deutschen Sozialdemokratie, kämpften als entschiedene Gegner des preußischen Militarismus zusammen mit dem Internationalen Arbeiterkongress zu Beginn des 20. Jahrhunderts für die „Volksbewaffnung“ nach dem Vorbild der Schweizer Milizarmee.

### Weimarer Republik
Doch nur nach dem Ersten Weltkrieg in der demokratischen Weimarer Republik tauchte die Volkswehr im Rahmen der Novemberrevolution in Deutschland kurz auf. Die Siegermächte verlangten im Artikel 177 des Versailler Vertrags die Entwaffnung auch im zivilen Bereich. Dies wurde vom Deutschen Reichstag am 5. August 1920 beschlossen. Eine völlige Entwaffnung konnte jedoch nicht erreicht werden, da der Waffenbesitz nicht registriert war.
Die Registrierungspflicht erfolgte mit der ersten umfassenden Regelung des Waffenrechts im Gesetz über Schusswaffen und Munition vom 12. April 1928. Es löste das Republikschutzgesetz von 1922 ab, das nach dem Attentat auf Walther Rathenau erlassen worden war.
Das grundsätzliche Verbot des Erwerbs von Schusswaffen wurde aufgehoben. Erstmals wurden Waffen- und Munitions-Erwerbsscheine sowie eine Waffenschein-Pflicht zum Führen (Tragen in der Öffentlichkeit) eingeführt. Zudem regelte das Gesetz die Herstellung und den Vertrieb von Schusswaffen und Munition und enthielt Strafbestimmungen für Zuwiderhandlungen gegen die erlassenen Vorschriften. Durch die Einführung der Erwerbsscheine war es dem Staat jederzeit möglich, auf die Waffen der Waffenbesitzer zuzugreifen.
In diesem Gesetz tauchen auch erstmals die Begriffe Zuverlässigkeit und Bedürfnis auf, die seitdem in alle nachfolgenden deutschen Waffengesetze übernommen wurden und das deutsche Waffenrecht prägen.
- Zuverlässigkeit war die Voraussetzung für einen Erwerbsschein – ähnlich der heutigen Waffenbesitzkarte –, damit nur staatlich genehmen Bürgern („Berechtigten“) der Erwerb und Besitz von Schusswaffen erlaubt wird.
- Ein Bedürfnis-Nachweis musste nur vorgelegt werden, wenn die Beantragung eines Waffenscheins beabsichtigt war.[22]

Nach § 16 des WaffG vom 12. April 1928 durften Waffen- und Munitions-Erwerbsscheine nicht abgegeben werden an a) Personen unter zwanzig Jahren, b) an „Entmündigte oder geistig Minderwertige“, c) an „Zigeuner oder nach Zigeunerart umherziehende Personen“, d) an Personen, die wegen der §§ 81, 83 – 90, 105, 106, 107, 107 a 110 – 120, 122, 123 u. a. verurteilt worden waren e) an von der Polizei beaufsichtigte oder von Aberkennung der Bürgerlichen Ehre betroffenen Personen.
Die Automobilclubs, allen voran der AvD, setzten sich für eine generelle Bewaffnung der Autofahrer ein. „Die Notwendigkeit, gerade den Kraftfahrern die Möglichkeit zu geben, sich gegen einen eventuellen Angriff zu verteidigen, dürfte auch dem überzeugtesten Pazifisten einleuchten.“ Die Bemühungen waren zumindest insoweit von Erfolg, als der Reichsinnenminister die Länder anwies, ein Bedürfnis anzuerkennen für Autofahrer, die häufig Fahrten durch einsame Gegenden unternähmen.
Die innenpolitischen Krisen und die zunehmende Radikalisierung führten in den nächsten Jahren zu vielen Notverordnungen. In der vierten Notverordnung vom 8. Dezember 1931 wurde der Bedürfnisnachweis erstmals für die Ausstellung eines Waffen- oder Munitionserwerbscheines vorgeschrieben.

### Zeit des Nationalsozialismus
Direkt nach der „Machtergreifung“ der Nationalsozialisten im Jahr 1933 wurde die Waffengesetzgebung der Weimarer Republik genutzt, um politische Gegner zu entwaffnen oder unter dem fadenscheinigen Grund, „Waffen zu suchen“, Razzien und Hausdurchsuchungen durchzuführen. Als rechtliche Grundlage wurde das Waffengesetz von 1928 genutzt, welches der Polizeibehörde das Recht zur Erteilung und dem Entzug der waffenrechtlichen Erlaubnis zubilligte. Beispielsweise verfügte der Polizeipräsident von Breslau am 21. April 1933, dass die Juden ihre Waffenscheine und Schützenbewilligungen sofort den Polizeibehörden übergeben müssen. Ein prominentes Beispiel hierfür ist Albert Einstein, dessen Sommerhaus in Caputh am Schwielowsee im Frühjahr 1933 durchsucht wurde. Auch Großrazzien wie am 4. April 1933 im Scheunenviertel in Berlin wurden durchgeführt. Nachdem die jüdische Bevölkerung als nicht vertrauenswürdig eingestuft wurde, wurden auch keine Waffenscheine an sie ausgestellt.
Im Jahr 1938 wurde das Waffenrecht im Waffengesetz vom 18. März 1938 (RGBl. I S. 265) von den Nationalsozialisten umfassend neu geregelt. Dieses Gesetz verfolgte das Ziel, Regimegegnern die Beschaffung von Waffen zu erschweren und andererseits die „Wehrhaftmachung des Deutschen Volkes“ zu erleichtern. Es lockerte die bisher bestehenden Vorschriften für Funktionäre der NSDAP und ihrer angeschlossenen Organisationen. Für diesen Personenkreis war gemäß den §§ 18 und 19 Waffengesetz kein Waffenschein mehr zum Führen dienstlich gelieferter Schusswaffen erforderlich. Die Regelung begünstigte u. a. Unterführer der NSDAP ab Ortsgruppenleiter, der Sturmabteilung, der Schutzstaffel, des Nationalsozialistischen Kraftfahrkorps und auch der Hitlerjugend ab Bannführer aufwärts. Das Waffengesetz untersagte hingegen im § 16 „Zigeunern“ den Waffenbesitz sowie allen Personen, denen die bürgerlichen Ehrenrechte aberkannt waren oder die unter Polizeiaufsicht standen. Im Gesetz direkt wurde Juden untersagt, sich an der gewerblichen Herstellung von Schusswaffen und Munition zu beteiligen. Eine Erwerbsscheinpflicht war nur noch für Faustfeuerwaffen vorgeschrieben, während Langwaffen und Munition grundsätzlich wieder frei erworben werden konnten.
Unmittelbar nach der „Reichskristallnacht“ wurde Juden durch die Verordnung gegen den Waffenbesitz der Juden vom 11. November 1938 (RGBl. I S. 1573) jeder Waffenbesitz verboten. Im zeitgenössischen Bericht des Apostolischen Nuntius Berlin an Eugenio Pacelli über die Novemberpogrome heißt es dazu: „Auch wurden den Juden alle Waffen weggenommen; und obwohl der Zweck ein ganz anderer war, war das doch gut, denn die Versuchung zum Selbstmord muss bei manchen groß gewesen sein.“
Die Repressalien gegen die Juden in den nationalsozialistischen Waffengesetzen nutzt die National Rifle Association und ihr nahe stehender Autor Stephen Halbrook als Argumentation gegen Verschärfungen des Waffenrechts. Waffenkontrolle wird dabei mit Nationalsozialismus gleichgesetzt; Personen, die für Waffenkontrolle eintreten, werden als Sympathisanten des Nationalsozialismus diffamiert.

### 1946 bis 1976
Am 7. Januar 1946 erließen die Alliierten den Kontrollratsbefehl Nr. 2, mit dem zur Durchsetzung der Entwaffnung der Bevölkerung jeder Person und jeder Behörde verboten wurde, Waffen zu besitzen. 1950 ergab sich durch die Durchführungsverordnung Nr. 10 zum Gesetz Nr. 24 vom 10. Juni 1950 die erste Lockerung. Sportliche Langwaffen (Flinten bis Kaliber 12 und Büchsen bis Kaliber 8 mm) waren nicht mehr verboten, sofern ihre Magazine nicht mehr als 5 Schuss aufnehmen konnten. Polizei und Grenzschutz durften Pistolen und Revolver (Faustfeuerwaffen) erhalten. Alle Waffen mussten jedoch über einen Einzelabzug verfügen, d. h. vollautomatische Waffen blieben weiterhin auch für Staatsbedienstete verboten.
Am 26. Mai 1952 erhielt die Bundesrepublik Deutschland mittels des Deutschlandvertrags wieder volle Souveränität und das Reichswaffengesetz erlangte wieder volle Gesetzeskraft.
Seit 1956 war es Privatpersonen wieder gestattet, Schusswaffen für den privaten Gebrauch zu besitzen. 1968 entstand das erste einheitliche Bundeswaffengesetz. Dieses bezog sich hauptsächlich auf den Waffenhandel und den staatlichen Beschuss, da dem Bund noch die Gesetzgebungskompetenz fehlte, auch den Erwerb bundeseinheitlich zu regeln. Der Privatwaffenbesitz war föderalistisch geregelt, was zu einigen Stilblüten führte. Während in Hamburg der Erwerb von Schreckschusswaffen nicht nur einer Erwerbsscheinpflicht, sondern sogar eines Bedürfnisnachweises unterlag, konnten Jäger in Bayern und Hessen so viele Kurzwaffen kaufen wie sie wollten. Einige Hersteller und Versandhäuser nutzten diese unterschiedlichen Regelungen.
1970 wurde auf Initiative des Hamburger Senats eine Bundesrats-Kommission unter dem Vorsitz des Hamburger Regierungsdirektors Siegfried Schiller gegründet, die den Entwurf für das bundeseinheitliche Waffengesetz erarbeitete. Sein Bestreben war, „möglichst allen Bürgern in allen Regionen zu verwehren, sich zu bewehren.“ Der Hamburger Regierungsdirektor beharrte darauf, „daß schon der bloße Waffenbesitz ganz ohne Hintergedanken zu einer Gefahr für die Allgemeinheit werden könne und mithin die geplante rigorose Reglementierung vertretbar sei.“ Obwohl Delikte mit Einzellade- und halbautomatischen Langwaffen, die hauptsächlich von Jägern und Sportschützen benutzt werden, nicht bekannt waren, das Bundeskriminalamt keine Statistik über deliktrelevante Schusswaffen führte und das Wirtschaftsministerium bezweifelte, ob durch eine rigorose Reglementierung die Gewaltkriminalität zu verhindern wäre, sollte eine Erwerbsscheinpflicht für alle Schusswaffen eingeführt werden. „Im Innenausschuß des Bundestags“ war „man denn auch bereit, die rund 250 000 Jäger und die eine Million Sportschützen als potentielle Waffenkäufer zu privilegieren.“
Durch eine Grundgesetzänderung erlangte der Bund 1972 die Gesetzgebungskompetenz für das Waffenrecht. Erstmals nach dem Zweiten Weltkrieg wurde so bundeseinheitlich die gesamte Materie des Waffenrechts in einem Gesetz geregelt (Ausnahme Land Berlin). Für vormals frei zu erwerbende Waffen wurden eine Meldepflicht, Erwerbsscheine und Regelkontingente für Bedürfnisse eingeführt. Deutschland beruft sich darauf, eines der strengsten Waffengesetze zu haben, da bereits zu diesem frühen Zeitpunkt der zivile Waffenbesitz generell für sämtliche Feuerwaffen kontrolliert wurde. Die Beratung erfolgte, nach Gerhard Potrykus unter dem Eindruck der Oberhausener Polizistenmorde etwas übereilt. Es stellte sich heraus, dass sowohl die Verwaltungsbehörden wie auch die Bürger durch das Gesetz mehr belastet wurden, als dies erforderlich wäre. Am 1. Juli 1976 trat das neue Waffengesetz in Kraft, welches die folgenden wesentlichen Änderungen aufwies:
1. Wegfall der fünfjährigen Befristung der Waffenbesitzkarte (§ 28 Abs. 1)
2. Einführung einer besonderen Waffenbesitzkarte für Sportschützen und Sammler (§ 28 Abs. 2)
3. Freistellung der altertümlichen Waffen von der Besitzkartenpflicht (§ 29 Abs. 2, Nr. 1)
4. Verzicht auf den Munitionserwerbsschein bei Inhabern von Waffenbesitzkarten (§ 29 Abs. 2, Nr. 1)
5. Erleichterung des Bedürfnisnachweises für den Erwerb von Sportwaffen durch Sportschützen (§ 32)
6. Wegfall einer besonderen Einfuhrerlaubnis neben der Waffenbesitzkarte (§ 27)
7. Eröffnung einer neuen Anmeldefrist für Waffenaltbesitz (§§ 58,59)

Wer vor 1972 frei erworbene, nun jedoch illegale Waffen in eine Waffenbesitzkarte eintragen ließ, durfte sie behalten. Da diese Waffenbesitzkarten jedoch 1972 zeitlich auf fünf Jahre befristet waren, kamen nur wenige Bürger dieser Meldepflicht nach. Erst als 1976 die grundsätzliche Befristung der Waffenbesitzkarte aufgehoben wurde, entschlossen sich die Waffenbesitzer, über drei Millionen Waffen anzumelden. Diesen Vorgang nennt man in Fachkreisen Meldeamnestie. Die zu dieser Zeit angemeldeten Waffen sind in Deutschland zusammen mit geerbten Waffen die einzigen, die ohne Bedürfnis heute noch besessen werden dürfen. Der Erwerb von Munition für diese ist jedoch in der Regel ausgeschlossen.

### 1977 bis 2002
Bereits 1981 wurde ein drittes Änderungsgesetz vorbereitet. Doch weder 1984 noch 1987 kam das Parlament zu abschließenden Beschlüssen. Auch der nach einer Anhörung der Verbände im Dezember 1997 vorgestellte Gesetzesentwurf gelangte nicht mehr in den Bundestag. Erst 1998 begann die damals neue Bundesregierung mit einer strukturellen Reform des Waffenrechts. Ziel war es, das Gesetzeswerk zu vereinfachen. Die Reform entstand in Zusammenarbeit mit allen betroffenen Gruppen (Schützen, Jäger, Waffensammler, Polizei). Ziel der Reform war es, die Bevölkerung besser zu schützen. Kernpunkte waren dabei die geänderten Aufbewahrungsregelungen, strengere staatliche Anforderungen an die „Zuverlässigkeit“ der Waffenträger, Verbot des Waffenerwerbs durch „Extremisten“, der so genannte kleine Waffenschein für Reizstoff-, Schreckschuss- und Signalwaffen und restriktive Regelungen für Spring- und Fallmesser, Butterflymesser und Wurfsterne.
In einem Newsletter vom Mai 2001 begrüßte die Gewerkschaft der Polizei den überarbeiteten Gesetzesentwurf.
Die damals im Konsens erzielten Änderungen im Einzelnen:
1. Meldepflicht für Gas- und Alarmwaffen mit Registrierung des Altbesitzes (Begründung: Machen 60 % der Tatmittel bei Raubdelikten aus)
2. Kleiner Waffenschein für das Führen von Gas- und Alarmwaffen (Begründung: wie Punkt 1)
3. Kein Verbot für das Führen von Messern (Begründung: unpraktikabel)
4. Einteilung von Feuerwaffen nach EU-Norm (Begründung: EWG-Richtlinie[51] – siehe auch SALW)
5. Aufbewahrung in Tresoren der Klasse A bzw. Widerstandsgrad 0 (Begründung: Verhinderung von Diebstahl)
6. Strengere Anforderungen bei der Prüfung der Zuverlässigkeit (Begründung: Verhinderung von Missbrauch)
7. Erhöhung der Anforderungen für das Bedürfnis eines Sportschützen (Begründung: Verhinderung von Missbrauch)
8. Generell anerkanntes Bedürfnis für Sportschützen mit Regelkontingenten (Begründung: Rechtssicherheit)

Im August 2001 wurde der Gesetzesentwurf der Bundesregierung eingebracht. Die Melde- und Registrierpflicht der deliktrelevanten Gas- und Alarmwaffen war gestrichen, da die Länder die Vollzugskosten für die 15 Millionen Waffen im Altbesitz scheuten.

#### Kritik am Gesetzesentwurf

##### Kritik der Opposition
Die FDP monierte, dass das Gesetz „zu mehr Bürokratie und Einschränkungen bei den legalen Waffenbesitzern führe, ohne dass die Sicherheit der Bürger dadurch entscheidend verbessert würde.“ Auch die CDU schloss sich dieser Meinung an, da den „Bürgern von legalen Waffenbesitzern wie Schützen, Jägern und Brauchtumsschützen keine Gefahr drohe.“ Das große Problem seien die illegalen Waffenbesitzer. Solange der Erwerb und Besitz der deliktrelevanten Gas- und Alarmwaffen weiterhin frei seien, führe der so genannte kleine Waffenschein nicht zu mehr Sicherheit.

##### Kritik der betroffenen Verbände und Vereine
Der Vorsitzende des damaligen Forums Waffenrecht, dem heutigen Bundesverband zivile Legalwaffen, Herbert Keusgen, der jahrelang an dem Konsens mitgewirkt hatte, war von der Kehrtwendung im Entwurf völlig überrascht. „Der Entwurf folgt den typischen Vorstellungen der Bürokratie, die die ‚totale Kontrolle‘ des legalen Waffenbesitzes postuliert, ohne jedoch wirklichen Einfluss auf Missbrauch oder illegale Waffen zu erlangen“ (FWR – Forum Waffenrecht). Auch der Präsident des Deutschen Jagdverbands war am Konsens beteiligt und „daher […] besonders enttäuscht über diesen Richtungswechsel der Bundesregierung“ (DJV). Der Verband Deutscher Büchsenmacher und Waffenfachhändler vermisste ebenfalls den erzielten Konsens im vorgelegten Entwurf. „Es fehlt jeder Ansatz zur Bekämpfung der illegalen Waffen… Der so genannte temporäre Waffenbesitz blockiert […] das Handwerk“ (VDB). Der Entwurf sei „geprägt durch ein offensichtliches Misstrauen gegenüber dem legalen Waffenbesitzer. […] Der einzige Gewinn für die Innere Sicherheit wird durch die […] Neuregelung der Aufbewahrung erreicht“ (DSB – Deutscher Schützenbund). „Mit der sachlich in keiner Weise zu rechtfertigenden Übersteigerung des so genannten ‚Bedürfnisprinzips‘ und dem Motto ‚So wenig Waffen wie möglich ins Volk‘ soll der Öffentlichkeit eine so nicht realisierbare Erhöhung der Sicherheit vorgegaukelt werden“ (JSM – Verband der Waffenhersteller). „Völlig unakzeptabel ist die im Gegensatz zur jetzigen Regelung zeitliche Begrenzung der Waffenbesitzerlaubnis. […] Durch geradezu lächerliche Verbote werden künstlich weitere Waffendelikte geschaffen“ (BDMP Bund der Militär- und Polizeischützen). „Ich frage mich, woher kommt der Antisportschützengeist dieses Entwurfs mit all diesen Verschärfungen, nachdem sich die Schützen aller Verbände seit 1972 staatsloyal und gesetzeskonform verhalten haben“ (BDS – Bund Deutscher Sportschützen). „Die Vorschriften zur sicheren Aufbewahrung […] [können] jede Präsentation in einem Museum und jede sonstige Ausstellung unmöglich machen“ (Kuratorium zur Förderung historischer Waffensammlungen). „Ohne Änderungen würde ein Sammeln und Dokumentieren von Munition hierzulande unmöglich“ (Patronensammler-Vereinigung).
Am 19. Oktober nahm der Bundesrat zu dem 91 Seiten umfassender Gesetzestext mit zwei Anlagen und die dazugehörigen 114 Seiten Begründungen Stellung. Er brachte 116 neue Änderungsvorschläge ein. Am 13. Dezember 2001 fand die erste Lesung des Gesetzesentwurfs im Deutschen Bundestag statt.

##### Kritik der Gewerkschaft der Polizei
„Die grundlegende Neufassung des Waffenrechts droht im Gesetzgebungsverfahren zur Lachnummer zu werden“ titelte die Zeitschrift der GdP im Februar 2002. Während das Gesetz den legalen Waffenbesitz drastisch einschränken wolle, war der private Waffenbesitz aus polizeilicher Sicht überhaupt kein Problem. In nur 0,013 % aller Straftaten wurden legale Schusswaffen verwendet. Auch bei den Straftaten mit Schusswaffen waren nur 3,4 % legale Waffen beteiligt. Transparenz, Verständnis und Anwendung sollten im neuen Gesetz erhöht werden, doch der Gesetzesentwurf sei mindestens genauso unverständlich wie das Gesetz von 1972. Auch den Anspruch, das neue Gesetz sei „ausschließlich auf die öffentliche Sicherheit ausgerichtet“, bezweifelte die GdP. Durch den Wegfall der Registrierpflicht der deliktrelevanten Gas- und Alarmwaffen könne man sich auch den „Kleinen Waffenschein“ sparen, der lediglich einen erheblich kostenintensiven, jedoch wirkungslosen Vollzugsaufwand verspräche und als Alibi-Effekt diene. Die GdP begrüßte die sichere Aufbewahrung. Sie empfand jedoch die Ausweitung auf Hieb- und Stoßwaffen bedenklich. Da keine Fallzahlen vorlägen, bräuchten Äxte, Säbel und Dolche weder in Museen, noch Schränken oder Privatwohnungen statt an der Wand nun in Tresoren aufbewahrt werden. Auch die erhöhten Anforderungen an Waffenschränken, die die Decke eines Mietshauses durch ihr Gewicht zum Einsturz brächten, seien unsinnig. Der „laxe Umgang mit dem Schlüssel und die Angewohnheit, […] die Pistole im Nachttisch aufzubewahren […] sei bedenklicher als ein möglicherweise unzureichender Widerstandswert der Waffenschränke.“ Die GdP begrüßte die erhöhten Anforderungen an die Zuverlässigkeit. Sie teilte jedoch das Unverständnis, den temporären Waffenbesitz durch die erhöhten Anforderungen des Bedürfnisses einzuführen. „Der Jäger, der im hohen Alter die tatsächliche Jagdausübung aufgibt, wird nicht zu einem Sicherheitsrisiko, weil er weiterhin seine Jagdwaffen besitzt, obwohl das Bedürfnis weggefallen ist. Gleiches gilt für Sportschützen; die allermeisten veräußern ohnehin die Mehrzahl ihrer Sportwaffen bei Aufgabe ihres Hobbys.“

#### Antwort der Bundesregierung
Am 25. Februar 2002 nahm die Bundesregierung zu vielen der oben genannten Kritikpunkten Stellung, die in einer Kleinen Anfrage der PDS enthalten waren.
Hieb- und Stoßwaffen seien Waffen, die nicht in Kinderhände gelangen dürfen. Daher sei die sichere Verwahrung notwendig.
Es gäbe keinen temporären Waffenbesitz. Falle ein Bedürfnis nur vorübergehend weg, könne die Behörde auf einen Widerruf verzichten. Dieses gelte auch beim Wegfall aus altersbedingten Gründen.
Der Entzug von Erbwaffen nach fünf Jahren könne verhindert werden, wenn die Industrie in dieser Zeit eine Blockiermöglichkeit entwickle.
Die Frage, wie viele legale Erbwaffen, wie viele legale Sport- und Jagdwaffen und wie viele Hieb- und Stoßwaffen bei Missbrauch beteiligt waren, konnte die Bundesregierung wegen fehlender Datenerhebung nicht beantworten. Auch die Frage, wie viele kriminelle Waffensammlungen unter dem Deckmantel von Scheinvereinen entstanden sind, wurde nicht beantwortet. Nur die Frage nach dem Verlust legaler Waffen – aufgeschlüsselt nach Privat- und Behördenbesitz – konnte statistisch beantwortet werden. Der Verlust betrug 6000 Schusswaffen. Davon statistisch erfasst und aufgeschlüsselt waren nur die ca. 350 Diebstähle. Die restlichen 5650 Verluste wurden nicht weiter aufgeschlüsselt. Von den ca. 350 erfassten Diebstählen fanden ca. 89 % im privaten, ca. 4 % im gewerblichen, ca. 5 % im militärischen und ca. 2 % im behördlichen Bereich statt. Von den gestohlenen Waffen gehörten 15 % Jägern, 14 % Sportschützen, 6 % Herstellern und Händlern, 1 % Sammlern und 51 % den sonstigen Waffenbesitzern. Die restlichen 11 % verteilen sich auf Transportgewerbe, Bundeswehr, Polizei, Behörde, sonstiges Gewerbe und NATO. Einen Zusammenhang zwischen Diebstahl und Missbrauch könne wegen fehlender statistischer Daten nicht aufgezeigt werden.
Der Verlust von 6000 Schusswaffen jährlich sei ein hinreichender Grund für das Recht der behördlichen Kontrolle der Aufbewahrung, auch wenn diese das Grundrecht der Unverletzlichkeit der Wohnung einschränke.
„Der befürchtete Vollzugsaufwand, die Widerstände seitens des Waffenhandels und die Schwierigkeiten der Erfassung der bereits in privater Hand millionenfach befindlichen Waffen“ seien der Grund, warum auf eine Melde- und Registrierpflicht der Gas- und Alarmwaffen verzichtet wurde.
Auf die Frage, warum auch Jugendstrafen eine Ablehnung der Zuverlässigkeit bedeute, antwortete die Regierung: „Die Unzuverlässigkeit in den in Rede stehenden Fällen (werde) nicht ‚pauschal‘ angenommen.“
Der Schlusssatz der Regierung lautete: „Privater Waffenbesitz ist in der Bundesrepublik Deutschland regelmäßig an das Vorliegen eines vom Gesetz anerkannten Bedürfnisses gebunden. Dieses Bedürfnisprinzip ist grundsätzlich durch die EU-Waffenrichtlinie für alle Mitgliedstaaten festgeschrieben.“

#### Beschlussfassung
Der federführende Innenausschuss des Bundestages führte im März 2002 eine Anhörung durch, an der 15 Sachverständige teilnahmen. Daraufhin nahm der Ausschuss am 24. April 2002 den Gesetzesentwurf in einer von den Koalitionsfraktionen veränderten Fassung an. Die von der CDU-Fraktion zuletzt noch angebrachten Änderungsanträge wurden zu zwei Punkten ebenfalls angenommen und die so erarbeitete Fassung am 26. April 2002 im Bundestag gegen die Stimmen von FDP und PDS verabschiedet.
Der am gleichen Tag begangene Amoklauf von Erfurt erzwang jedoch eine öffentliche „Nachberatung“ des Gesetzes, die in den Änderungsvorschlägen des Vermittlungsausschusses vom 12. Juni 2002 mündete. Bundestag und Bundesrat hatten diesen inzwischen zugestimmt.

### Änderungen 2002
Die Änderung des Waffengesetzes vom 11. Oktober 2002 war wesentlich beeinflusst vom Amoklauf von Erfurt vom 26. April 2002. Mit restriktiven Regelungen versuchte die Politik die Verbreitung und den Missbrauch von Waffen einzuschränken. So wurden die Altersgrenzen zum Waffenerwerb für Jäger und Sportschützen angehoben. Das Mindestalter für den Erwerb von Schusswaffen durch den Inhaber eines gültigen Jagdscheins wurde auf 18 Jahre angehoben (Zuvor: 16 Jahre für jagdliche Langwaffen). Für alle anderen Bedürfnisgruppen (Sportschützen, Waffensammler, Waffensachverständige) beträgt das Mindestalter für den Erwerb großkalibriger Waffen neu 21 Jahre (Zuvor 18 Jahre). Zusätzlich haben Personen, die noch nicht 25 Jahre alt sind, ein medizinisch-psychologisches Gutachten vorzulegen, das die persönliche Eignung belegt, um eine Waffenbesitzkarte für großkalibrige Waffen erteilt zu bekommen (Jäger sind davon ausdrücklich ausgenommen). Die Vorschriften zur Aufbewahrung wurden verschärft. Zudem wurde der Kleine Waffenschein zum Führen von Schreckschusswaffen eingeführt. Pumpguns mit Pistolengriff ohne Hinterschaft wurden ebenso wie Wurfsterne, Spring-, Fall-, Faust- und Butterflymesser verboten. Waffenhändler müssen jeden Verkauf (Überlassen) von meldepflichtigen Schusswaffen der Behörde des Erwerbers melden und haben eine Protokollpflicht beim Verkauf von Schreckschusswaffen.
Eine von der Deutschen Schießsportunion gegen einige dieser Änderungen eingereichte Verfassungsbeschwerde nahm das Bundesverfassungsgericht nicht zur Entscheidung an.

### Änderungen 2008
Durch die Novelle 2002 kam es zu einer Erleichterung: Der Erwerb von Anscheinswaffen war nicht mehr verboten. Jägern und Sportschützen ist unter bestimmten Voraussetzungen (Hülsenlänge, Gesamtlänge, Magazinkapazität u. ä.) der Erwerb erlaubt. Analog dürfen „Freie Anscheinswaffen“ (unter 7,5 Joule Mündungsenergie) von Volljährigen sowie Softair-Anscheinswaffen unter 0,5 Joule von 14-jährigen erworben werden. Da die Softairwaffen unter 0,5 Joule lt. EU-Richtlinie als Spielzeugwaffe nicht dem Führungsverbot unterlagen, konnten diese bis 2008 in vielen Bundesländern in der Öffentlichkeit „geführt“ werden. Dadurch stieg die Gefahr, dass Polizisten diese Spielzeugwaffen für echte Waffen halten und somit unverhältnismäßig hätten reagieren können. Bei der Änderung des Waffenrechts 2008 wurde das Führen von Anscheinswaffen in der Öffentlichkeit verboten. Dieses Verbot betraf jedoch nicht nur die Kriegswaffen-Nachbauten, sondern auch die bis 2008 nicht verbotenen originalgetreuen Kurzwaffenattrappen (u. a. auch die Erbsenpistolen) sowie unbrauchbar gemachte Deko-Waffen.
Das unberechtigte Führen von Einhandmessern und feststehenden Messern mit einer Klinge von über 12 cm Länge wurde als Ordnungswidrigkeit definiert. Ausnahmen sollen bei berechtigtem Interesse gelten, zum Beispiel bei Sport (Jagd, Fischerei) oder der Brauchtumspflege.
Mit den Änderungen wurden außerdem die Anforderungen des Schusswaffenprotokolls der Vereinten Nationen in deutsches Recht umgesetzt. Dadurch wird die Nachverfolgung von Waffen erleichtert und deren Abdriften in den illegalen Bereich im In- und Ausland erschwert.
Die 2002 bereits angemahnte Blockierpflicht, um den unbefugten Zugriff auf Erbwaffen noch besser zu verhindern, wurde ab 1. April 2008 zum Gesetz. Da die Industrie noch nicht für alle Erbwaffen ein Blockiersystem anbietet, lassen die Waffenbehörden für die nicht blockierbaren Waffen auf Antrag zunächst eine Ausnahme zu. Ausnahmen gibt es auch für kulturhistorisch bedeutsame Sammlungen.
Sowohl das Waffengesetz als auch die Allgemeine Waffengesetz-Verordnung von 2003 ließen Interpretationsmöglichkeiten für das Erwerbsstreckungsgebot zu. Durch die Gesetzesänderung 2008 wurde eindeutig geregelt, dass das Erwerbsstreckungsgebot (Erwerb von in der Regel maximal zwei Waffen innerhalb von sechs Monaten) auch für Inhaber einer gelben Waffenbesitzkarte gilt und Sportschützen auch sogenannte verbandsfremde Waffen erwerben können.
2002 wurde der Erwerb von wesentlichen Schusswaffenteilen erlaubnisfrei. 2008 wurde nachgebessert und deren Besitz meldepflichtig.

### Änderungen 2009
Am 17. Juli 2009 wurde das Waffengesetz erneut geändert. Anlass war der Amoklauf von Winnenden am 11. März 2009. Der jugendliche Täter erhielt unberechtigten Zugang zur Tatwaffe und Munition, da der Vater diese nicht, wie gesetzlich vorgeschrieben, in geeigneten Schränken aufbewahrt hatte.

#### Zeitliche Abfolge
CDU/CSU und die Gewerkschaft der Polizei (GdP) wiesen zunächst die Kritik am bestehenden Waffenrecht zurück, da die Aufbewahrungsvorschriften für Schusswaffen bereits gesetzlich geregelt seien. Laut Wolfgang Dicke, dem Waffenexperten der Gewerkschaft der Polizei, sei „die ‚Schwachstelle des Waffengesetzes‘ der Mensch selbst“, der diese Gesetze nicht beachte. Doch „die breite öffentliche Diskussion nach diesem Schulmassaker zwang die Koalition der CDU, CSU und SPD im Juli 2009 zu einigen Änderungen des Waffengesetzes“ (Zitat aus einer Kleinen Anfrage beim Bundestag der Fraktion Bündnis 90/Die Grünen). Die Vorschläge der politischen Parteien reichten von zentraler Lagerung von Waffen und Munition über Verbot von Großkaliber-Waffen, biometrische Sicherung von Waffen bis hin zum Totalverbot. Am 31. Mai 2009 stellte die Koalition die Änderungen vor, die sie zusammen mit einer eigens eingerichteten Bund-Länder-Arbeitsgruppe entwickelt hatte.
Ziel der Änderungen ist, den unberechtigten Zugriff zu legalen Waffen zu verhindern und Minderjährigen den Zugang zu deliktrelevanten Schusswaffen zu erschweren.
Um die Änderungen noch vor der parlamentarischen Sommerpause verabschieden zu können, wurden sie an den bereits im Lauf befindlichen Entwurf des Vierten Gesetzes zur Änderung des Sprengstoffgesetzes angehängt. Die Koalition umging damit eine Stellungnahme des Bundesrats und die erste Lesung im Bundestag. Dieses Vorgehen betrachteten Waffenbesitzer und Juristen als verfassungsrechtlich bedenklich. Auch den Plan, bei Waffenbesitzern unangemeldete Hauskontrollen durchzuführen, hielten Unionspolitiker und die Gewerkschaft der Polizei für juristisch bedenklich. Am 15. Juni 2009 wurden Sachverständige zur Anhörung des Innenausschusses des Bundestags eingeladen. Am 17. Juni 2009 gab die FDP-Fraktion einen Entschließungsantrag zur Waffengesetzänderung ab, der den verbesserten Vollzug und eine Evaluierung der Änderungen von 2008 forderte. Auf waffenrechtliche Verschärfungen sollte verzichtet werden, „wenn sie nur dazu geeignet sind, der Öffentlichkeit eine scheinbare Sicherheit vorzugaukeln“. Zudem wurde ein höherer Stellenwert der Gewalt- und Kriminalprävention gefordert. Am 18. Juni 2009 beschloss der Bundestag mit den Stimmen der Koalition das neue Waffenrecht ohne weitere Korrektur am Entwurf vom 31. Mai 2009.
Am 10. Juli 2009 stimmte der Bundesrat der Gesetzesänderung zu. Gleichzeitig stimmte er auch dem Entschließungsantrag von Baden-Württemberg zu, weitere starke Einschränkungen im Großkalibersport bis zum 31. Dezember 2009 zu überprüfen.

#### Inhalt der Änderungen
Waffenbesitzer haben auch ohne begründete Zweifel an einer sicheren Aufbewahrung eine Überprüfung der vorschriftsmäßigen Aufbewahrung ihrer Waffen in ihren Wohnungen zu gestatten.
Gegen diese Änderung und den damit verbundenen Eingriff in die Unverletzlichkeit der Wohnung nach Art. 13 des Grundgesetzes hat die Fördervereinigung Legaler Waffenbesitz e. V. am 22. Juli 2010 Verfassungsbeschwerde vor dem Bundesverfassungsgericht eingelegt. Die Beschwerde ist mit Beschluss vom 6. Februar 2012 (2 BvR 1644110) ohne weitere Begründung vom Bundesverfassungsgericht nicht zur Entscheidung angenommen worden.
Laut dem Deutschen Schützenbund (DSB) verlangen einige Behörden für verdachtsunabhängige Kontrollen bis zu 500 Euro. Gegen diese Gebühren erhob ein Esslinger Jäger mit der Unterstützung des Landesjagdverbands Baden-Württemberg Klage.
Der vorsätzliche Verstoß gegen die Aufbewahrungspflicht ist keine Ordnungswidrigkeit mehr, sondern eine Straftat und kann mit einer Geldstrafe oder Freiheitsstrafe bis zu drei Jahren geahndet werden.
Drei Änderungen betreffen die Bedürfnisprüfung:
- Fortwährende Bedürfnisprüfung.[88]
- Überschreiten des Regelkontingents: Die Befürwortung von mehr als drei halbautomatischen Langwaffen und mehr als zwei mehrschüssigen Kurzwaffen setzt künftig die regelmäßige Teilnahme an Schießsportwettkämpfen voraus.[89]

Sofern die generelle Bedürfnisprüfung nach drei Jahren in dem Bundesland des Sportschützen kostenpflichtig war, ist mit zusätzlichen Kosten zu rechnen, wenn fortwährende Bedürfnisprüfungen der Behörden nachfolgen. Sportschützen, die mit einer konkreten Waffe nicht regelmäßig aktiv Schießsport treiben, müssen mit einem Widerruf der Besitzerlaubnis für diese Waffe rechnen.
Im Gesetz wurde ausdrücklich die Möglichkeit zur Vernichtung eingezogener Waffen aufgenommen. In Baden-Württemberg wurde am 28. Februar 2010 eine VwV-Waffenvernichtung verabschiedet, die eine Verwertung nur noch im Ausnahmefall zulässt.
Laut EU-Richtlinie muss bis 2014 ein computergestütztes zentrales oder dezentrales Waffenregister in jedem EU-Land eingeführt werden. Deutschland wird dies durch die Waffengesetz-Änderung 2009 bereits 2012 zentral umsetzen.
Die Anhebung des Mindestalters für das Training mit großkalibrigen Sportwaffen auf 18 Jahre wurde beschlossen.
Eine zeitlich bis 31. Dezember 2009 begrenzte Amnestie für die Besitzer illegaler Waffen wurde beschlossen.
Die Änderung gibt den Verordnungsgebern die Möglichkeit, nicht nur Sicherheitsbehältnisse, sondern auch für großkalibrige Schusswaffen die dort genannten Sicherungssysteme vorzuschreiben.

### Diskussionen 2009 bis 2012

#### Anträge auf weitere Verbote
Die aufgrund des Amoklaufs von Winnenden im Jahr 2009 verabschiedeten Änderungen im Waffengesetz waren für die Fraktion Bündnis 90/Die Grünen nicht ausreichend. Sie beantragten am 16. Juni 2010 weitere Verbote und Auflagen, wie folgt: Zentrallagerung von Schusswaffen und/oder Munition in den Vereinshäusern, Verbot von Großkaliber-Kurzwaffen, Verbot von Munition mit besonderer Durchschlagskraft, generelle Begrenzung für den privaten Waffenbesitz, ein zentrales elektronisches Waffenregister, Waffenerwerbs- und Waffenbesitzerlaubnis für Schreckschusswaffen.
Die Anschläge in Norwegen 2011, bei denen A. Breivik mit einer Autobombe 8 Menschen tötete und 69 Menschen auf einer Ferieninsel mit einer halbautomatischen Waffe erschoss, waren Anlass für die Fraktion Bündnis 90/Die Grünen, am 9. November 2011 einen Gesetzesentwurf für ein Verbot von kriegswaffenähnlichen halbautomatischen Schusswaffen einzureichen. Zehn Tage später reichte der Airsoftspieler Timo Schröder die Petition 21204 Waffenrecht – Keine Verschärfung des Waffenrechts bzgl. halbautomatischer Waffen und Anscheinswaffen ein, die nur 22.589 Online-Mitzeichner hatte. Diese Petition war niemandem außer dem Einreicher vorab bekannt und wurde nur von wenigen Verbänden protegiert. Trotzdem fand sie Erwähnung im Bundestag bei den zum Protokoll gegebenen Reden vom 19. Januar 2012 zu diesem Gesetzesentwurf.
Beide Anträge wurden am 21. Mai 2012 bei einer öffentlichen Anhörung vor dem Innenausschusses des Bundestags beraten und stießen auf heftige Kritik der Experten. Die Vertreter von Polizei und Staatsanwaltschaft betonten, dass die illegalen Waffen und nicht die legalen Waffen Probleme bereiten. Alle Experten waren sich einig, dass eine Zentrallagerung die öffentliche Sicherheit stärker bedrohe als die Lagerung zu Hause. Die Annahme, dass weniger Waffen zu mehr öffentlicher Sicherheit führe, sei nicht begründet.
Laut einer Pressemeldung vom 15. Februar 2013 des Bundesverfassungsgerichtes wurden nach dem Amoklauf von Winnenden drei Verfassungsbeschwerden gegen das geltende Waffengesetz nicht zur Entscheidung angenommen. Die Beschwerdeführer der Initiative Keine Mordwaffen als Sportwaffen! sahen sich in ihrem Grundrecht auf Leben und Unversehrtheit eingeschränkt, solange das deutsche Waffengesetz den Besitz von tödlichen Schusswaffen zur Ausübung des Schießsports erlaube. Das Verfassungsgericht sah dies anders und begründete die Ablehnung wie folgt: „Dem Gesetzgeber kommt bei der Erfüllung seiner verfassungsrechtlichen Pflicht, das Leben und die körperliche Unversehrtheit der Bürger zu schützen, ein weiter Einschätzungs- und Gestaltungsspielraum zu. Seine Entscheidung, welche Maßnahmen geboten sind, kann nur begrenzt nachgeprüft werden. Ein grundrechtlicher Anspruch der Beschwerdeführer auf weitergehende Maßnahmen würde die – vorliegend nicht zu treffende – Feststellung voraussetzen, dass die geltenden Regelungen gänzlich ungeeignet oder völlig unzulänglich wären.“ Zwei Beschwerdeführer haben gegen diese Entscheidung am 14. Mai 2013 Beschwerde vor dem Europäischen Gerichtshof für Menschenrechte (EGMR) in Straßburg eingelegt, die am 21. Mai 2015 vom EGMR für unzulässig erklärt wurden.

#### Steuer- und Gebührenpläne
Im November 2011 forderte die SPD-Fraktion Bremen eine Waffenbesitzsteuer von 300 Euro pro Waffe. Diese Steuer sollte, laut Björn Tschöpe, zum einen den Stadthaushalt sanieren als auch die Besitzer dazu veranlassen, ihre Waffen abzugeben. Dieser Vorschlag stieß auf erheblichen Widerstand, u. a. bei den Bremer Sportschützen, beim Bund der Steuerzahler, bei der CDU Bremen, beim Deutschen Schützenbund und Deutschen Olympischen Sportbund. Viele Bürger sahen diese Steuerpläne als Gängelung an und taten dies durch Mitzeichnung und in Kommentaren zur Petition gegen die Waffensteuer kund. Die Bürgerproteste waren nur zum Teil erfolgreich. Bremen wandelte die Steuerpläne in eine etwas geringere Gebührenpflicht von 139 Euro pro Kontrollbesuch um. Der 2009 verabschiedete Gesetzestext § 36 Absatz 3 Satz 2 WaffG räumt der Behörde die Möglichkeit ein, verdachtsunabhängig die Aufbewahrung überprüfen zu können. Die 2012 verabschiedete Waffenverwaltungsvorschrift betont: „Die verdachtsunabhängigen Kontrollen liegen im öffentlichen Interesse, es sollten deswegen keine Gebühren erhoben werden.“ Der Gesetzgeber hatte 2009 nicht vorgehabt, dass jeder Waffenbesitzer jährlich kontrolliert wird, sondern die verdachtsunabhängige Kontrollmöglichkeit ihn dazu veranlasst, immer und zu jeder Zeit gesetzeskonform die Waffen aufzubewahren. Bremen plant, im Gegensatz zu Bremerhaven, jährliche, gebührenpflichtige Kontrollen bei den 4800 registrierten Waffenbesitzern. Die Bremer Sportschützen halten die geplanten jährlichen Überprüfungen für Schikane. Der gewünschte Nebeneffekt ist eingetreten. Viele Waffenbesitzer gaben ihren Besitz auf, indem sie ihre Waffen kostenfrei bei den Polizeidienststellen abgaben.

### Änderungen 2012/13
Am 30. September 2013 trat die Feuerwaffenverordnung (Verordnung (EU) Nr. 258/2012) in Kraft. Diese enthält EU-weit geltende einheitliche Regelungen zur Ausfuhr bestimmter Schusswaffen. Ab diesem Zeitpunkt bedürfen Ausfuhren der in Anhang I dieser Verordnung genannten Schusswaffen nach Artikel 4 der Feuerwaffenverordnung einer Genehmigung.
Inhalt der Änderungen 
- Die Länder Island, Norwegen, Liechtenstein und Schweiz werden waffenrechtlich wie EU-Länder behandelt, d. h. es gibt hier wesentliche Erleichterungen bei Reisen mit Waffen, sowie Einfuhr und Ausfuhr von Waffen, Waffenteilen und Munition
- Meldung der Waffennummern bei dauerhafter Ausfuhr
- Waffen, Munition und deren Komponenten müssen vor einer Reise in ein Drittland (außer Island, Norwegen, Liechtenstein und Schweiz) vorab bei einem Zollamt angemeldet werden und beim Verlassen der EU dem Zoll vorgeführt werden.
- Bei Reisen in Embargoländer ist die Allgemeine Genehmigung Nr. 25[119] nicht anwendbar. Das bedeutet, dass die Mitnahme von Waffen bei Reisen, Messen u. ä. nur mit einer Genehmigung des Bundesamtes für Wirtschaft und Ausfuhrkontrolle (BAFA) möglich ist.

### Änderungen 2017
Am 6. Juli 2017 trat das Zweite Gesetz zur Änderung des Waffengesetzes in Kraft.
Die wesentlichen Änderungen sind:
- Zukünftig müssen für die Aufbewahrung von Schusswaffen Behältnisse min. der Stufe 0 Din/EN1143-1 verwendet werden. Für bereits genutzte Behältnisse der Norm VDMA 24992 (sog. A/B-Schränke), die am Tage des Inkrafttretens genutzt wurden, gilt Bestandsschutz.
- Es trat zu dem Datum eine einjährige Amnestie (befristet bis zum 1. Juli 2018) in Kraft, in der man unerlaubt besessene Waffen (nicht nur Schusswaffen!) und Munition straffrei bei den zuständigen Behörden abgeben kann. Diese Amnestie umfasst auch das (eigentlich) illegale Führen auf dem direkten Weg zur Behörde zwecks Abgabe und Vernichtung.
- Jäger müssen nun den Erwerb einer Waffe – egal ob auf Jagdschein oder Waffenbesitzkarte (WBK) – innerhalb von zwei Wochen bei den Behörden melden (bisher: vier Wochen bei Jagdschein).
- Neu ist ein Besitzverbot für Hartkerngeschosse (mit einer Brinellhärte über 400 HB)
- Der Erwerb einer erlaubnispflichtigen Waffe darf künftig auch auf elektronischem Wege bei der Behörde angezeigt werden.

### Änderungen 2020
Das Dritte Waffenrechtsänderungsgesetz (3. WaffRÄndG) vom 17. Februar 2020 (BGBl. I S. 166) hat zu folgenden wesentlichen Änderungen ab 1. September 2020 geführt:
- Jäger dürfen unter Vorlage eines gültigen Jagdscheins Schalldämpfer für Langwaffen mit Zentralfeuermunition erwerben. Der bisherige Voreintrag ist somit nicht mehr nötig.
- Jäger und gewerbliche Erlaubnisinhaber dürfen Umgang mit Nachtsichtvorsätzen und Nachtsichtaufsätzen haben.
- Der Verfassungsschutz wirkt bei der Zuverlässigkeitsprüfung mit (Regelabfrage beim Verfassungsschutz).[120]
- Verpflichtung der Hersteller und Händler, alle Waffenbestände ins Nationale Register zu übertragen und Besitzwechsel zu melden (sog. Nationales Waffenregister 2).
- Bei Langwaffen sind festeingebaute Magazine mit mehr als 10 Patronen und bei Kurzwaffen mit mehr als 20 Patronen verboten. Wechselmagazine dürfen bei halbautomatischen Langwaffen nur noch eine Kapazität von 10 Patronen, bei halbautomatischen Kurzwaffen nur noch eine Kapazität von 20 Patronen aufweisen. Für Altbestand bestehen Übergangsvorschriften.
- Auf die gelbe Waffenbesitzkarte dürfen nur noch 10 Waffen ohne Bedürfnisprüfung eingetragen werden, jede Waffe darüber hinaus nur noch mit Bedürfnisprüfung.
- Die Landesregierungen können auf bestimmten öffentlichen Straßen, Wegen, Plätzen, Gebäuden oder Flächen sowie Jugend- und Bildungseinrichtungen das Führen von Waffen und Messern mit einer Klingenlänge über vier Zentimeter verbieten oder beschränken. Ausnahmen können bei berechtigtem Interesse, z. B. für Inhaber waffenrechtlicher Erlaubnisse, Personen die Messer in Zusammenhang mit Brauchtumspflege oder der Ausübung des Sportes führen, erlassen werden.

### Änderungen 2024
Seit 31. Oktober 2024 ist der Besitz von Springmessern verboten, wenn kein berechtigtes Interesse besteht. In Waffenverbotszonen dürfen auch andere Messer grundsätzlich nicht mehr geführt werden.

## Waffenrechtliche Einstufungen
Der Begriff „Führen“ im Sinne des Gesetzes beschreibt die Ausübung tatsächlicher Gewalt über einen Gegenstand außerhalb des befriedeten Besitztums. In nachstehender Tabelle bezieht sich dieser Begriff allgemein auf das zugriffsbereite Bereithalten einer Waffe. Dieses wird nur in Ausnahmefällen gestattet. Nach § 10 Abs. 4 WaffG wird die Erlaubnis zum Führen einer Waffe durch einen Waffenschein erteilt, jedoch wird nicht für alle Waffen ein Waffenschein ausgegeben, insbesondere nicht für Druckluftwaffen (Ausnahme: Druckluftwaffe zur Immobilisation von Tieren). Auch ist bei einem ausgestellten Waffenschein trotzdem das Führen einer Waffe nicht an allen Orten zulässig. § 42 WaffG verbietet zum Beispiel das Führen von Waffen jeder Art bei öffentlichen Veranstaltungen (es können aber in begründeten Fällen Ausnahmen erteilt werden).
Jagdlich ist der Begriff „Führen“ vom Begriff „Transport“ zu unterscheiden. Hier wird die Waffe bereits geführt, wenn sie zum Zwecke der Jagd befördert wird (also bereits mit dem Entnehmen aus dem Waffenschrank). Sie darf jedoch erst im Jagdrevier zur Ausübung der Jagd schussbereit (auch unterladen) sein. Es gilt zudem, die Unfallverhütungsvorschriften (UVV), hier konkret die UVV Jagd, zu beachten. Diese verbietet u. a. das Befördern einer Waffe im Auto, in deren eingeführtem Magazin und/oder Patronenlager sich eine Patrone befindet. Auf dem Weg ins Revier dürfen Jäger ihre Waffe – allerdings mit Einschränkungen – führen. Bei der Fahrt zum Revier darf die ungeladene Waffe daher im Innenraum des Fahrzeugs statt im verschlossenen Kofferraum transportiert werden. Diese Erleichterung ergibt sich aus der Formulierung im Waffengesetz, die das Führen der Waffe bei der Jagd „und im Zusammenhang damit“ erlaubt. Hierzu zählt zum Beispiel auch der Einsatz bei einem Wildunfall.
Beim Kauf von Kurzwaffen und deren Munition werden Jägern keine Privilegien zugebilligt. Sie benötigen ebenso ein Bedürfnis und eine Erwerbserlaubnis in der Waffenbesitzkarte wie Schützen. Allerdings gilt die Jagd selbst als Bedürfnis für zwei Kurzwaffen – in der Regel ein Kleinkaliber für die Fallenjagd und ein kräftiges Kaliber für den Fangschuss auf Schalenwild.
Eine Jagdwaffe wird transportiert, wenn sie zu jedem anderen Zweck (Schießstand oder Büchsenmacher) befördert wird. Hierbei muss die Waffe in einem verschlossenen Behältnis transportiert werden (Waffenkoffer, Futteral oder abgeschlossener Kofferraum, der von der Fahrgastzelle aus nicht erreichbar ist).
Sportschützen dürfen ihre Waffe nicht „führen“, sondern nur (zum Schießstand oder Büchsenmacher) „transportieren“. Es gelten die gleichen Vorschriften wie beim Transport einer Jagdwaffe.
| Waffenart                                                        | Beispiel                                                                                               | Erwerb | Führen                                                        | Kategorie nach EG-Waffenrichtlinie |
| ---------------------------------------------------------------- | --- | --- | ------------------------------------------------------------- | ---------------------------------- |
| Halbautomatische Langwaffen, sowie Kurzwaffen                    | Vorderschaftrepetierflinte, Pistole, Revolver, Selbstladeflinte, Selbstladebüchse                      | Grüne Waffenbesitzkarte mit Erwerbserlaubnis für Kurz- und Langwaffen bei Sportschützen und Erwerbserlaubnis für Kurzwaffen bei Jägern. Halbautomatische Langwaffen, die mit insgesamt mehr als drei Patronen geladen sind, sowie automatische Waffen, sind für die Jagdausübung verboten. | Waffenschein, Jagdschein                                      | Kat. B                             |
| Einzellader-, Repetierwaffen                                     | Typische Jagd- und Sportwaffen, Bsp: Mauser 03, Remington 700                                          | gültiger Jahresjagdschein, Gelbe Waffenbesitzkarte (Sportschützen) | Waffenschein, Jagdschein                                      | Kat. C                             |
| Schrotflinte                                                     | Jagdwaffe (z. B. Bockflinte)                                                                           | gültiger Jahresjagdschein, Gelbe Waffenbesitzkarte (Sportschützen) | Waffenschein, Jagdschein                                      | Kat. D                             |
| Druckluftwaffe über 7,5 Joule                                    | Waffe für Field Target                                                                                 | gültiger Jahresjagdschein, Gelbe Waffenbesitzkarte | Jagdschein                                                    | nicht erfasst                      |
| Druckluftwaffe unter 7,5 Joule                                   | Luftgewehr                                                                                             | vollendetes 18. Lebensjahr | Waffenschein                                                  | nicht erfasst                      |
| Softairwaffe unter 7,5 Joule                                     | mit Federdruck, Druckluft oder Gasdruck betriebene Waffe zum Verschießen von Kunststoffkugeln          | vollendetes 18. Lebensjahr | außerhalb befriedeten Besitztums in abgeschlossenem Behältnis | nicht erfasst                      |
| Softairwaffe unter 0,5 Joule                                     | mit Federdruck, Druckluft oder Gasdruck betriebene Spielzeugwaffe zum Verschießen von Kunststoffkugeln | frei, aber freiwillige Händlerbeschränkung auf den Verkauf an Personen ab vollendetem 14. Lebensjahr | frei (sofern keine Anscheinswaffe nach § 42a WaffG)           | nicht erfasst                      |
| Gas-, Signal-, Schreckschusswaffe mit PTB-Kennzeichnung im Kreis | Waffe zum Verschießen von Gaspatronen zur Selbstverteidigung                                           | vollendetes 18. Lebensjahr | Kleiner Waffenschein                                          | nicht erfasst                      |